# Лучшие песни (альбом «ВИА Гры»)
«Лучшие песни» — пятый официальный сборник хитов украинской женской поп-группы «ВИА Гра», вышедший и поступивший в продажу в декабре 2008 года.

## Об альбоме
«Лучшие песни» являются десятым альбомным релизом группы, и в частности, пятым в виде сборника лучших песен, выпущенным спустя около месяца после предыдущего релиза «Эмансипация» 30 октября 2008 года. В сборник включены все лучшие хиты коллектива за всё время его существования. Все композиции представлены в оригинале. Каких-либо новых песен, не изданных в предыдущих альбомах и сборниках группы, представлено не было. Сборник был выпущен только в CD-формате под руководством лейблов «Константа Рекордз» и «Монолит Рекордс». На обложке изображён состав Надежда Грановская — Анна Седокова — Вера Брежнева, традиционно считаемый «золотым» составом коллектива. Автором слов и музыки всех композиций является Константин Меладзе.

## Список композиций
| №   | Название                            | Длительность |
| --- | ----------------------------------- | ------------ |
| 1.  | «Л.М.Л.»                            |              |
| 2.  | «Поцелуи»                           |              |
| 3.  | «Океан и три реки»                  |              |
| 4.  | «Попытка № 5»                       |              |
| 5.  | «Мир, о котором я не знала до тебя» |              |
| 6.  | «Бомба»                             |              |
| 7.  | «Нет ничего хуже»                   |              |
| 8.  | «Я не боюсь»                        |              |
| 9.  | «Good Morning, папа!»               |              |
| 10. | «Бриллианты»                        |              |
| 11. | «Цветок и нож»                      |              |
| 12. | «Убей мою подругу»                  |              |
| 13. | «Я не вернусь»                      |              |
| 14. | «Обмани, но останься»               |              |
| 15. | «Обними меня»                       |              |
| 16. | «Стоп! Стоп! Стоп!»                 |              |
| 17. | «Не оставляй меня, любимый!»        |              |
| 18. | «Я не поняла»                       |              |
| 19. | «Не надо»                           |              |
| 20. | «Притяженья больше нет»             |              |

## Критика
Алексей Мажаев из InterMedia достаточно высоко оценил сборник, поставив ему 4 балла из 5 возможных. Критик отметил стабильно высокое качество песен, независимо от того, кто входит в состав. Также рецензент выделил вокал нескольких участниц: «Если голоса Алёны Винницкой, Анны Седоковой или Альбины Джанабаевой ещё как-то можно отличить, то череда сменявших друг друга Ольг Корягиных, Кристин Коц-Готлиб и Месед Багаудиновых в музыке следа практически не оставила – только в видеоряде». Мажаев описал и композиторское развитие автора песен коллектива Константина Меладзе: «в начале песни "ВИА Гры" отличались большей эксцентричностью: во времена "Бомбы", "Попытки №5", да того же "Good Morning, папа" автор репертуара ещё редко решался снабжать девушек тонкой лирикой – красивейшие медленные хиты появились у группы позже». Главный же минус компиляции, по мнению Мажаева, состоит в том, что все треки поставлены вперемешку, в трек-листе не указаны годы выхода композиций, а также отсутствуют фотографии коллектива, кроме «не самых удачных фото золотого состава». Рецензор также сравнил сборник с работами брата автора песен группы: «В отличие от альбомов того же Валерия Меладзе, коллекция "ВИА Гры" не наскучивает: здесь Константин не так зажимает себя в стилистические рамки, не стесняясь давать при случае джаза, а при случае – и хабалистой попсы». В конце рецензии был озвучен некий итог: «Не исключаю, что некоторые из представленных здесь песен попадут в историю не только бизнеса, но и музыки. В конце концов, великолепные формы девушек и на "Новой коллекции" не видны – а слушать альбом легко и приятно».